# Brenchley
Brenchley is een civil parish in het bestuurlijke gebied Tunbridge Wells, in het Engelse graafschap Kent met 2863 inwoners.

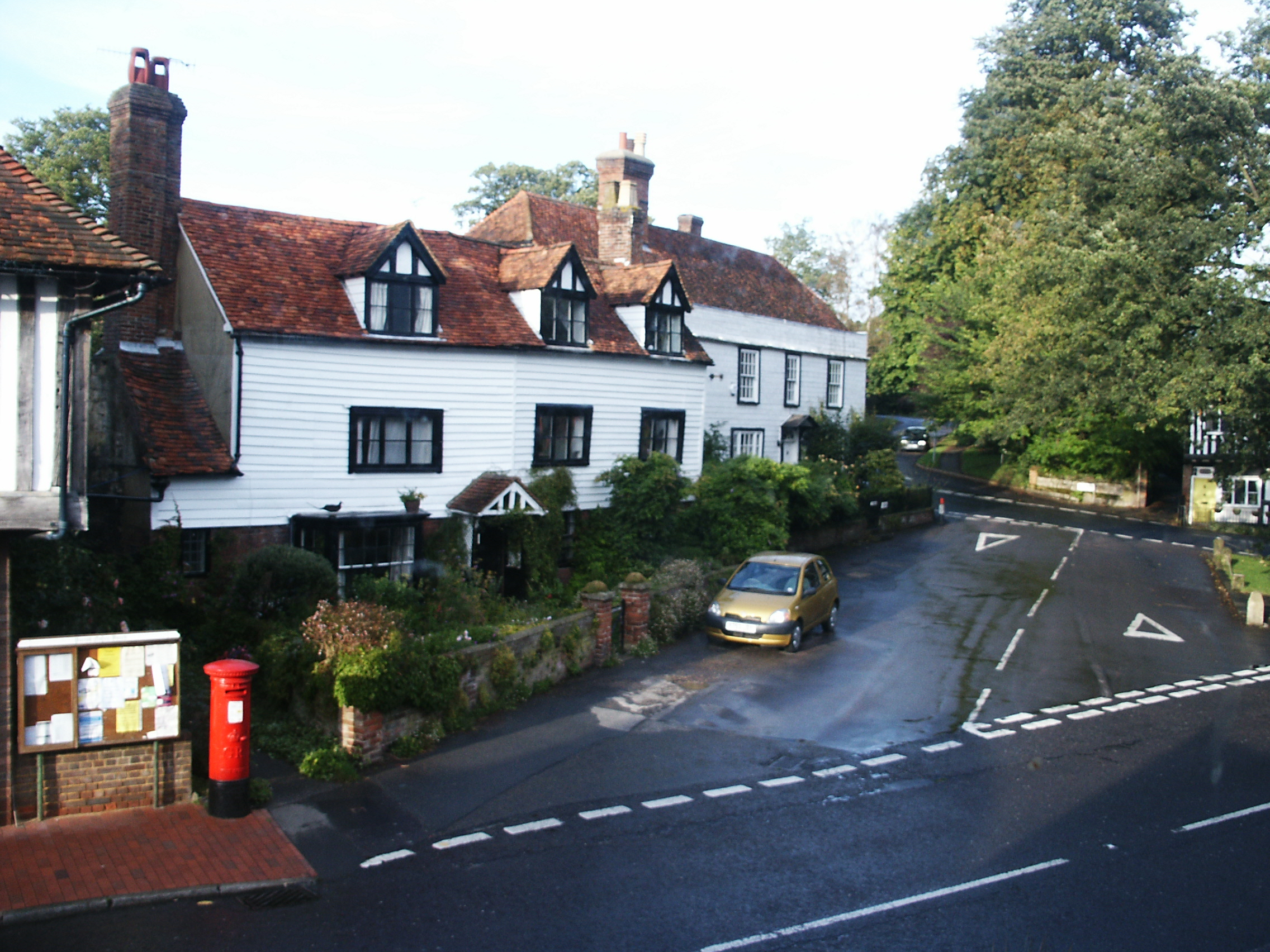
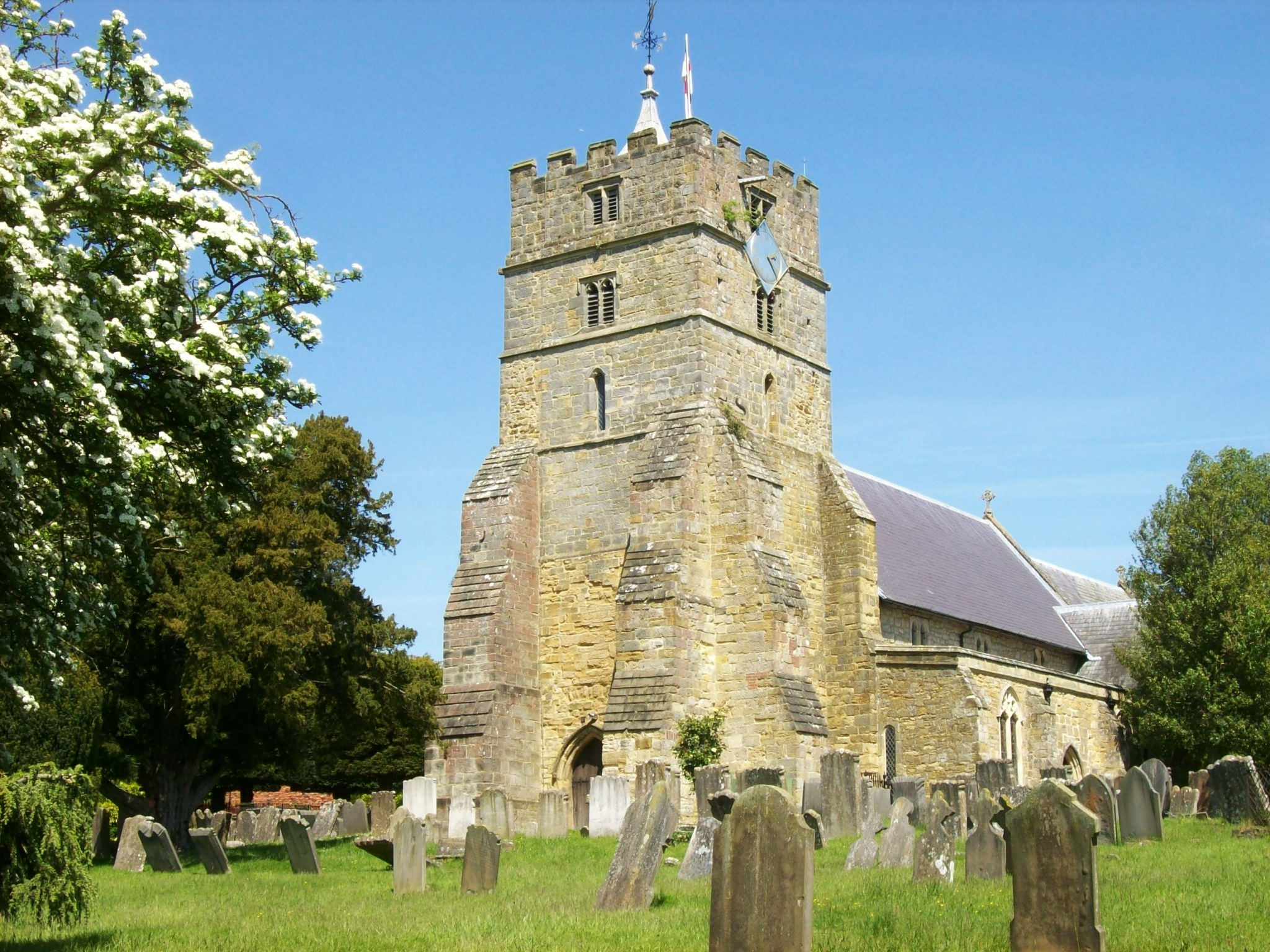